# Spider-Man - Il Ritorno di Hobgoblin
Spider-Man - Il Ritorno di Hobgoblin is een videospel voor de platforms Commodore Amiga. Het spel werd uitgebracht in 1993. 